# 1998 QA2
1998 QA2 är en asteroid i huvudbältet som upptäcktes den 19 augusti 1998 av NEAT vid Haleakalā-observatoriet.
Asteroiden har en diameter på ungefär 6 kilometer.